# Polnische Badmintonmeisterschaft 1992
Die Polnische Badmintonmeisterschaft 1992 fand vom 28. Februar bis zum 1. März 1992 in Kraków statt. Es war die 28. Austragung der Titelkämpfe.

## Medaillengewinner
| Disziplin    | Gold                                                                 | Silber                                                                | Bronze |
| ------------ | -------------------------------------------------------------------- | --------------------------------------------------------------------- | --- |
| Herreneinzel | Dariusz Zięba (Polonez Warszawa)                                     | Jacek Hankiewicz (Polonez Warszawa)                                   | Piotr Mazur (Technik Głubczyce) Adrian Bąk (Technik Głubczyce)                                                                          |
| Dameneinzel  | Katarzyna Krasowska (Technik Głubczyce)                              | Dorota Grzejdak (Motus Koszalin)                                      | Bożena Bąk (Technik Głubczyce) Wioletta Wilk (Motus Koszalin)                                                                           |
| Herrendoppel | Jerzy Dołhan (Technik Głubczyce) Jacek Hankiewicz (Polonez Warszawa) | Jacek Jagodziński (AZS UW Warszawa) Damian Pławecki (AZS UW Warszawa) | Adrian Bąk (Technik Głubczyce) Piotr Mazur (Technik Głubczyce) Marek Krajewski (Polonez Warszawa) Paweł Wasilewski (Stal Płock)         |
| Damendoppel  | Bożena Bąk (Technik Głubczyce) Bożena Haracz (Technik Głubczyce)     | Elżbieta Grzybek (Polonez Warszawa) Beata Syta                        | Monika Lipińska (Wilga Garwolin) Sylwia Rutkiewicz Iwona Szymańska (Marcovia Marki) Wioletta Wilk (Marcovia Marki)                      |
| Mixed        | Jerzy Dołhan (Technik Głubczyce) Bożena Haracz (Technik Głubczyce)   | Marek Krajewski (Polonez Warszawa) Sylwia Rutkiewicz                  | Damian Pławecki (AZS UW Warszawa) Sylwia Wiechowska (AZS UW Warszawa) Paweł Wasilewski (Stal Płock) Elżbieta Grzybek (Polonez Warszawa) |